# La Découverte d'un secret
Pour plus de détails, voir Fiche technique et Distribution.
La Découverte d'un secret (Le Château de Vogelöd) (Schloß Vogelöd) est un film allemand de Friedrich Wilhelm Murnau, sorti en 1921.

## Synopsis
À l'occasion d'une partie de chasse, un groupe d'amis se réunit dans le château de la famille Vogelöd. Mais l'arrivée du comte Johann Oetsch, soupçonné du meurtre de son frère survenu trois ans plus tôt, vient troubler l'harmonie du groupe. La tension est à son comble lorsqu'arrivent enfin la veuve du frère de Oetsch et son nouvel époux, le baron Safferstätt. Préférant dans un premier temps s’en aller, la baronne se ravise en apprenant l’arrivée prochaine du Père Pharamond - moine et parent de son premier mari - décidant de se confesser à lui. Le comte Oetsch, bien décidé à découvrir la vérité et ainsi prouver son innocence, profite alors du fait qu’aucune des personnes présentes au château ne connaisse le Père Pharamond pour se faire passer pour celui-ci et écouter la confession de la baronne.

## Commentaire
- On remarquera la prépondérance des intertitres dans ce film, essentiels à sa compréhension.

## Fiche technique
- Titre : La Découverte d'un secret (Le Château de Vogelöd)
- Titre original : Schloß Vogelöd
- Réalisation : Friedrich Wilhelm Murnau
- Scénario : Carl Mayer, Berthold Viertel adapté du roman de Rudolf Stratz Le château de Vogelöd
- Production : Decla Bioscop, Uco-Film GmbH
- Photographie : Fritz Arno Wagner, Laszlo Schäffer
- Décors : Hermann Warm
- Pays d'origine :  République de Weimar
- Format : 60 mm, noir et blanc, 1:33:1, film muet
- Genre : drame
- Durée : 75 min
- Date de sortie : 1921

## Distribution
- Arnold Korff : Herr von Vogelschrey, le châtelain de Vogelöd
- Lulu Keyser-Korff : Centa von Vogelschrey, la femme du châtelain
- Lothar Mehnert : le comte Johann Oetsch
- Paul Bildt : le baron Safferstätt
- Olga Tschekowa : la baronne Safferstätt
- Hermann Vallentin : le juge en retraite
- Paul Hartmann : le comte Peter Paul Oetsch, le frère de Johann Oetsch
- Loni Nest : une petite fille (non créditée)